# كيسار أوردين
كيسار فيليبوفيتش أوردين (1835 - 1892) (بالروسية: Кесарь Филиппович Ордин) هو رياضياتي ومؤرخ روسي.

## مسيرته
تخرج في الرياضيات من جامعة سانت بطرسبورغ، وهو مؤلف لعدد من المقالات حول فنلندا، معارضا فيها انفصال فنلندا.
اشتهر أوردين بدحضه إدعاءات الفنلندي ليو ميكيلين عن مجلس بورفو 1809، فبينما رأى ميكلين أن فنلندا وروسيا قد أبرمتا معاهدة أدت إلى قيام البلدين بتشكيل ما يسمى "الاتحاد الدائم"، اعتبر أوردين أن فنلندا قد اندمجت ببساطة مع الوطن الأم (حيث كانت فنلندا جزءًا من الإمبراطورية الروسية في ذلك الوقت).